# 루시 두빈치크
루시 두빈치크(히브리어: לוסי דובינצ'יק, 영어: Lucy Dubinchik, 1982년 12월 17일 ~ )는 이스라엘의 배우이다. 제7회 오빌상 여우주연상 수상자이다.